# La Diosa (escultura)

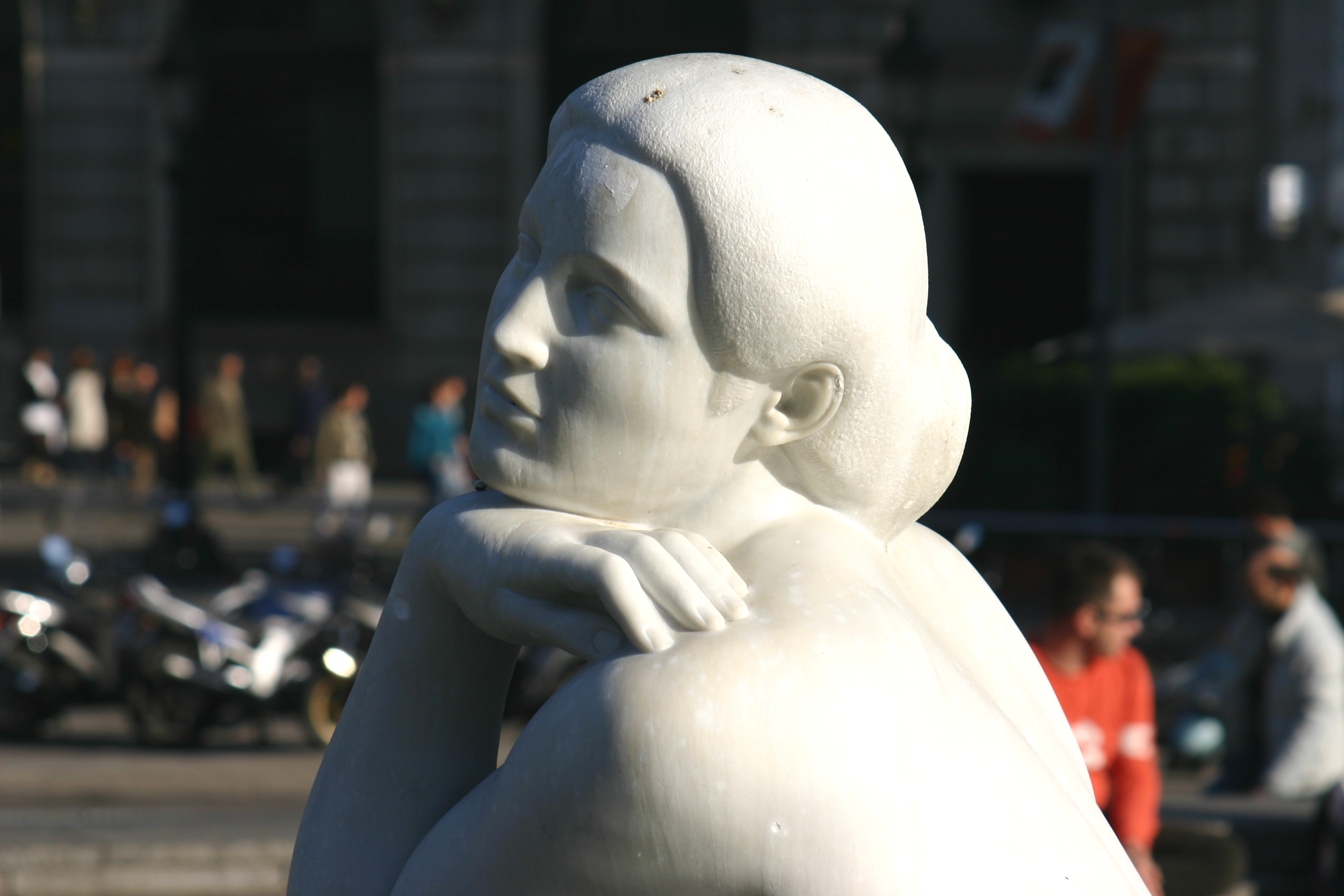
Detalle de La Diosa del escultor Josep Clarà.

La Diosa es una escultura en mármol blanco del escultor catalán Josep Clarà i Ayats, que se encuentra en el vestíbulo de la Casa de la Ciudad de Barcelona y una copia en la plaza Cataluña de la misma ciudad. Desde 2018, una copia del modelo de yeso está en la plaza Mage, en la ciudad francesa de Toulouse.

## Historia
Realizada durante la estancia en París del escultor, en el año 1909, siendo aún un boceto con el nombre de Enigma, consiguió para Josep Clarà el título de «Socio de honor» de la National de Beaux Arts de Francia.
En el año 1910 participa en la Exposición Nacional de Madrid con la escultura llevando el nuevo nombre de La Diosa y es premiado con la primera medalla de escultura, al año siguiente, el 10 de abril de 1911 logra la medalla de oro en la Exposición Internacional de Ámsterdam con la presentación de La Diosa.
Junto con otros escultores en el año 1927, recibe la invitación del ayuntamiento de Barcelona para el proyecto de esculturas en la nueva urbanización de la plaza Cataluña, recibe el encargo de dos estatuas: la Juventud y La Diosa, la cual debido a su desnudez y por las presiones moralistas del momento es retirada, pero la noche anterior a la inauguración de la Exposición Internacional de 1929, fue de nuevo colocada, consiguiendo un gran éxito entre el público.
En el año 1931 el modelo de yeso de la escultura está ofrecido a la ciudad de Toulouse y conservada por el Museo de los Agustinos.
Para evitar su deterioro al estar expuesta al aire libre, en el año 1982 se traslada la escultura de la plaza de Cataluña al vestíbulo de la Casa de la Ciudad de Barcelona y se coloca en su lugar una copia del original realizada por el escultor Ricard Sala.
En 2018 se realizó, en Toulouse, una copia del modelo de yeso por una empresa local de numerizacion y corte de piedra.

## Análisis
|  |  |

La escultura de La Diosa se enmarca dentro de un espíritu mediterráneo noucentista, con un gran sentido del ritmo y volúmenes tersos, rompiendo con la anécdota y con un gran cuidado de la forma buscando la belleza junto con la perfección formal. José Francés, en su discurso de bienvenida al escultor en su ingreso en la Academia de Bellas Artes de San Fernando de Madrid —y después narrado en su libro José Clará— refiere sobre esta escultura:

La Diosa es la exaltación apasionadamente sensual de la forma. Toda ella está como recogida en un arrobamiento de belleza, en sana paganía. Habla de los cánones clásicos con palabras nuevas y criterios inéditos. El mundo antiguo se adivina latente en esa gracia dulce de la actitud, en esa línea fácil y clara que insinúa y recobra las masas. En el rostro purísimo hay como el ensimismamiento de evocaciones remotas y felices; en la calma íntima, voluptuosa, con que los miembros se unen sin la menor violencia anatómica, con la sencillez feliz de los versos de una estrofa perfecta, aguarda una futura libertad de danza. En el torso, fuerte y delicado a un tiempo mismo, con la granazón pomposa de los senos capaces de amamantar semidioses y héroes, se siente circular la vida.